# Selección de fútbol del Pueblo Gitano
La Selección de fútbol del pueblo Gitano es el representante de esta comunidad dispersa en el mundo, pero en especial de los gitanos europeos.
Debido a que esta selección representa a una cultura, y no a un territorio, desde 2004, año en que el equipo se formó, eligieron a Francia como su sede.
No pertenece a FIFA ni a UEFA, pero es miembro de la ConIFA. Hasta el último momento, se esperó que participara en la primera Copa Mundial VIVA realizada en Occitania en 2006, pero no pudo asistir ya que sus miembros no pudieron obtener los correspondientes billetes a tiempo.
En su primer partido, el sábado 9 de junio de 2007 a las 15h en el Stade des Guilland en Montreuil (en la región de París), el conjunto gitano ganó su partido con el resultado de 3-1 contra la selección de Camerún Meridional. En 2015 participó de la Copa Europa de Fútbol de ConIFA 2015, terminando en la 5.ª posición.
Se esperaba que el conjunto gitano disputase la Copa Mundial ConIFA 2016, pero 3 semanas antes se tuvieron que retirar por problemas en los pasaportes, obteniendo Padania su plaza.

## Partidos
| Fecha               | Estadio               | Lugar              | Competición                   | Rival              | Resultado |
| ------------------- | --------------------- | ------------------ | ----------------------------- | ------------------ | --------- |
| 9 de junio de 2007  |                       | Montreuil, Francia | Amistoso                      | Camerún Meridional | 3:1       |
| 17 de junio de 2015 | Stadion Oláh Gábor Út | Debrecen, Hungría  | Copa de Europa de ConIFA 2015 | Padania            | 2:3       |
| 18 de junio de 2015 | Stadion Oláh Gábor Út | Debrecen, Hungría  | Copa de Europa de ConIFA 2015 | Ellan Vannin       | 1:3       |
| 19 de junio de 2015 | Stadion Oláh Gábor Út | Debrecen, Hungría  | Copa de Europa de ConIFA 2015 | País Sículo        | 4:2       |
| 16 de mayo de 2016  |                       | Milán, Italia      | Amistoso                      | Padania            | 0:2       |

## Estadísticas

### Copa Mundial VIVA
| Año   | Posición     | PJ           | PG           | PE           | PP           | GF           | GC           |
| ----- | ------------ | ------------ | ------------ | ------------ | ------------ | ------------ | ------------ |
| 2006  | Se retiró    | Se retiró    | Se retiró    | Se retiró    | Se retiró    | Se retiró    | Se retiró    |
| 2008  | No participó | No participó | No participó | No participó | No participó | No participó | No participó |
| 2009  | No participó | No participó | No participó | No participó | No participó | No participó | No participó |
| 2010  | No participó | No participó | No participó | No participó | No participó | No participó | No participó |
| 2012  | No participó | No participó | No participó | No participó | No participó | No participó | No participó |
| Total | 0/5          | 0            | 0            | 0            | 0            | 0            | 0            |

### Copa Mundial de ConIFA
| Año   | Posición         | PJ               | PG               | PE               | PP               | GF               | GC               | DG               |
| ----- | ---------------- | ---------------- | ---------------- | ---------------- | ---------------- | ---------------- | ---------------- | ---------------- |
| 2014  | No participó     | No participó     | No participó     | No participó     | No participó     | No participó     | No participó     | No participó     |
| 2016  | Se retiró        | Se retiró        | Se retiró        | Se retiró        | Se retiró        | Se retiró        | Se retiró        | Se retiró        |
| 2018  | No participó     | No participó     | No participó     | No participó     | No participó     | No participó     | No participó     | No participó     |
| 2020  | Evento cancelado | Evento cancelado | Evento cancelado | Evento cancelado | Evento cancelado | Evento cancelado | Evento cancelado | Evento cancelado |
| Total | 0/4              | 0                | 0                | 0                | 0                | 0                | 0                | 0                |

### Copa Europa de ConIFA
| Año   | Posición     | PJ           | PG           | PE           | PP           | GF           | GC           | DG           |
| ----- | ------------ | ------------ | ------------ | ------------ | ------------ | ------------ | ------------ | ------------ |
| 2015  | 5.º          | 3            | 1            | 0            | 2            | 7            | 8            | -1           |
| 2017  | No participó | No participó | No participó | No participó | No participó | No participó | No participó | No participó |
| 2019  | No participó | No participó | No participó | No participó | No participó | No participó | No participó | No participó |
| 2021  | No participó | No participó | No participó | No participó | No participó | No participó | No participó | No participó |
| Total | 1/3          | 3            | 1            | 0            | 2            | 7            | 8            | -1           |